# Amora (novela)
Amora es la primera obra literaria de la escritora veracruzana Rosamaría Roffiel. Publicada en 1989, se centra en las historias de dos mujeres que se enamoran en Ciudad de México, por lo que es considerada como la primera novela lésbica feminista de México.  Entre los temas que abarca la novela está la heterosexualidad obligatoria, feminismo, machismo, la violencia de género y movimientos sociales de la época.
En 2019, Roffiel recibió un homenaje por su trayectoria en el Instituto Nacional de Bellas Artes durante el ciclo Protagonistas de la Literatura Mexicana, durante el cual la escritora María Elena Olivera Córdoba mencionó que la novela fue el tercer lugar en ventas, superada por El general en su laberinto de Gabriel García Márquez y Como agua para chocolate, de Laura Esquivel.

## Argumento
Narrada en primera persona, Amora se sitúa en la Ciudad de México y relata las dificultades que viven las mujeres en un ambiente machista. Está basado en las experiencias de la escritora, con algunos tintes ficticios, que resaltan la relación que tiene un grupo de mujeres que viven bajo un mismo techo y describe cómo se descubre la sexualidad a través de la convivencia y la forma en que todas ellas deben actuar bajo un sistema patriarcal que las oprime.

## Contexto e impacto cultural
Roffiel compartió que comenzó a escribir el libro en 1982 tras una ruptura amorosa. Suspendió su escritura y la retomó en 1988, publicándose en la Editorial Planeta al año siguiente. Tras su publicación, la novela estuvo varios meses entre los libros más vendidos, y se solicitó una segunda edición. Sin embargo, dicha segunda edición quedó embodegada debido a la censura de la época. En 1999, la novela, junto con la obra El para siempre dura una noche, fue reimpresa y ha tenido un éxito sostenido a través de los años.
En entrevista previo a recibir un homenaje por su trayectoria en el Instituto Nacional de Bellas Artes en 2019, la autora compartió que, tras su  publicación, recibió cartas y llamadas de mujeres que habían aceptado su sexualidad tras leer la novela, así como de madres que le agradecían porque les ayudó a aceptar a sus hijas. También comentó que el perfil de sus lectoras no ha cambiado, y sigue siendo un punto de partida para que otras mujeres acepten su homosexualidad y la de otras personas.